# 冕山镇
冕山镇，是中华人民共和国四川省凉山彝族自治州喜德县下辖的一个乡镇级行政单位。

## 行政区划
冕山镇下辖以下地区：
希望路社区、和民村、民主村、和平村、伍合村、尔史村、洛发村、者果村、新桥村和俄尔则俄村。

## 图片
- 茶马古道冕山营遗址
- 茶马古道登相营古驿站
- 喜德西站
- 冕山火车站